# Muzeum Gustavianum
Muzeum Gustavianum – muzeum w Uppsali powstałe w roku 1997. Siedzibą tej placówki jest budynek wybudowany przez Gustawa II Adolfa w latach 1622–1625 i nazwany na jego cześć. Przed laty mieścił się w nim Uniwersytet w Uppsali.